# 디도에게 보낸 편지

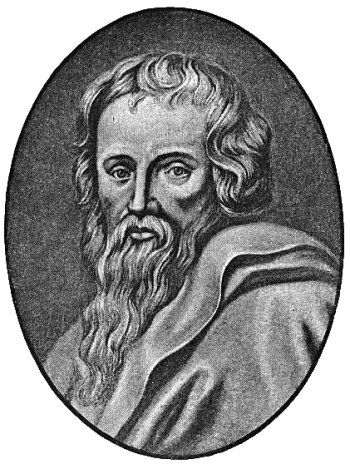

디도에게 보낸 편지(공동번역), 또는 티토에게 보낸 서간(천주교), 디도서(개신교)는 사도 바울로가 크레타 교회의 디도에게 보낸 서신서로, 디모데전서와 디모데후서와 함께 세 개의 목회서신 중 하나이다. 감독의 조건과 의무를 기술했다.

## 받는이
디도는 사도행전에는 등장하지 않고 갈라디아서 2:1, 3에서 바나바와 디도와 함께 예루살렘으로의 여정을 묘사하면서 처음 등장한다. 그 후 디도는 그리스의 코린토스로 파견되어 그곳의 기독교 사회와 바울 사이의 중재 역할을 성공적으로 수행했다. 디도는 후에 크레타 섬에 교회를 형성하고 돕고자 남았으며, 이후 바울과 니코폴리스에서 재회하고 나서 달마티아(현재의 크로아티아)지방으로 이동한다. 가이사랴의 유세비우스는 그의 저작 교회사에서, 디도가 크레타의 첫 번째 감독으로 봉사했다고 서술한다.  디도는 크레테의 고르틴에 묻혔고, 사라센이 832년에 크레타를 침공했을 때 그의 머리를 베네치아로 이송하여 산마르코 대성당에 안치했다고 전한다.

## 구성

### 바울의 저작성에 반하여
디도서는 나머지 목회서신인 디모데전서와 디모데후서와 마찬가지로, 많은 성서비평학자들이 위경으로 취급한다. 이 학자들은 목회서신의 언어와 내용을 근거로, 이 서신들이 바울이 아닌 익명의 위작자가 바울 사후에 기록한 것으로 본다. 비평가들은 전기적(傳-) 사료들과, 바울이 아닌 초대 신흥교회의 시각을 반영하는 점을 들어 목회서신들을 바울이 작성하지 않았다고 주장한다. 이 학자들은 디도서의 연대를 서기 80년대부터 2세기 말까지 높여 추정한다. 잉글랜드 성공회의 공동 기도서 성구 주석 해설서가 이러한 시각을 반영하였는데, 여기에는 "신학적인 주제들과 실제적 주제들을 비교하여 고려했을 때, 이러한 저작이 바울 사후 2세기 후반 교회 공동체가 작성하였다고 간주한다"라고 기록했다.
디도서는 디모데전서와 깊은 연관이 있는데, 유사한 주제에 대해 유사한 절구들과 표현들이 사용되었다는 점에서 그렇다. 이 점 때문에 많은 학자들이 디모데 전후서와 같이 기독교인이었던 위작자가 디도서를 기록했다고 믿는다. 이 위작자는 평신도가 아닌 성직자, "목사(the Pastor)"라고 한다.

### 전통적 관점: 바울 서신
그러나 한국을 비롯해 보수적 기독교 신학자들은 디도서 1:5에서 언급하는 바울이 크레타를 방문한 시기에 썼다고 믿는다. 사도행전 27:7은 바울이 재판을 받으러 로마로 가던 중 크레타에 방문했다고 언급하는데, 이 후 2년간 구류생활을 한 점을 고려하면 이 시기에 디도서를 작성할 수 없다. 따라서 이에 대한 전통적인 해석은, 바울이 석방된 후에 로마에서 아시아로 가면서 디도를 "남은 일을 정리하"도록 남겨두었다고 주장한다. 그 후 바울은 에베소로 가서 디모데를 남겨두고, 에베소에서 마케도니아로 이동하며 디모데전서를 기록한 뒤, 디도서에 기록했듯이 마케도니아의 니코폴리스에서 디도서를 66년이나 67년경에 기록했다고 추정한다.
최근에 바울이 로마서 16:22에 나오듯 대필자나 비서를 사용하여 편지를 작성했으며, 특히 목회서신 경우는 누가가 작성했을 가능성에 강조점을 두는 이론이 있다. 이는 성경 기록자들을 포함해 고대시대에 흔히 사용하던 방법이다.

## 에피메니데스의 역설
디도서에 담긴 세속적인 특색은 에피메니데스의 역설을 인용하였다는 점이다. 그 내용은 "한 크레타인 예언자가 '크레타인들은 모두 거짓말쟁이다'라고 말했다"는 것이다. 공통체의 일원으로서, 본인이 소속된 공동체의 모든 개인이 거짓말쟁이라는 이 주장은 아주 유명한 논리 퍼즐로, 시편 116:11에도 적용할 수 있다.

## 거짓교사
디도서 1:9에서 바울은 유대 기독교인 중 일부를 거짓교사로 묘사한다. 바울은 이 거짓 교사들을 불순종하고 헛된 말을 하며, "자기가 확증하는 것도 깨닫지 못하는" 율법교사들이자 믿음을 타락시키고자 하는 속이는 자들로 묘사한다. 장 칼뱅은 여기서 거짓 교사들(고대 그리스어: ματαιολογία)을 유익한 교리와 비교하여, 하나님에 대한 경외심에 기여하지 못하는 하찮은 교리들을 의미한다고 서술했다.

## 같이 보기
- 디도서 본문 비교
- 바울서신의 저작성
- 이 말은 옳습니다